# Valdez (Alaska)
Valdez è una cittadina degli Stati Uniti d'America, compresa nella Census Area di Valdez-Cordova nello Stato dell'Alaska.

## Geografia e territorio
La cittadina è posizionata in testa ad un fiordo sul lato orientale del Stretto di Prince William (alla fine della baia di Valdez). È circondata dai Monti Chugach con molti ghiacciai e vette alte fino 2100 m s.l.m.. Nonostante sia il porto più settentrionale del Nord America è libero dal ghiaccio per tutto l'anno. È inoltre il punto più settentrionale della foresta costiera del Pacifico individuato nella collina di 107 metri a sud-ovest del centro abitato chiamata Blueberry Hill. Secondo il "United States Census Bureau" (Censimento degli Stati Uniti d'America) la superficie della sola città è di 277 km{\displaystyle ^{2}} di cui quasi il 20% è acqua.

### Mineral Creek
A ovest la città è delimitata dal torrente "Mineral Creek". In passato lungo il torrente si estraeva dell'oro. Un sentiero, Mineral Creek Trail, raggiungibile alla fine "Mineral Creek Driver", percorre per oltre 2,5 chilometri il fiume. Lungo il sentiero è possibile vedere il laminatoio di W.L. Smith, costruito nel 1913 per la produzione dell'oro. Coordinate del Mineral Creek alla foce: 61°07′33″N 146°24′10″W.

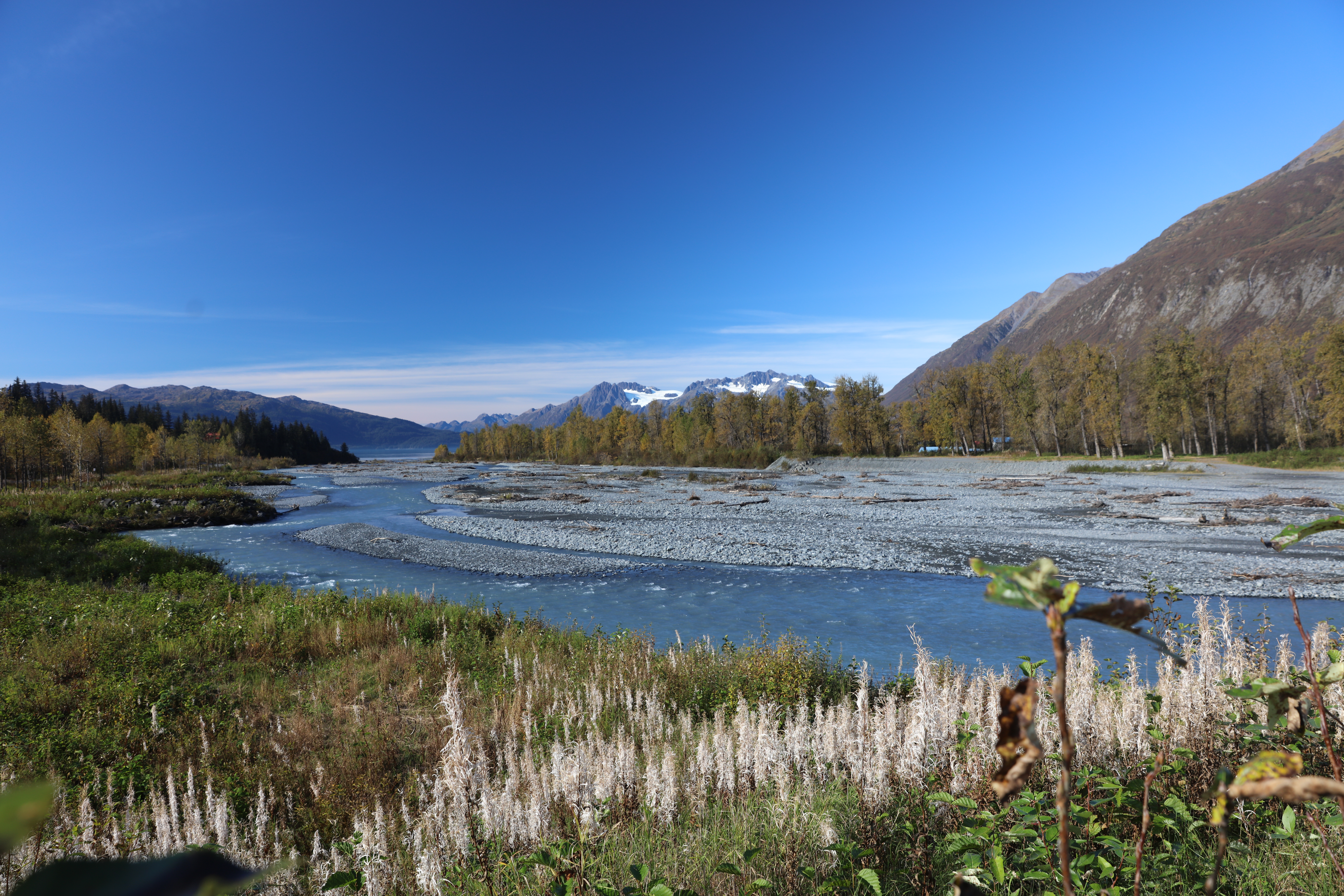
Mineral Creek alla foce
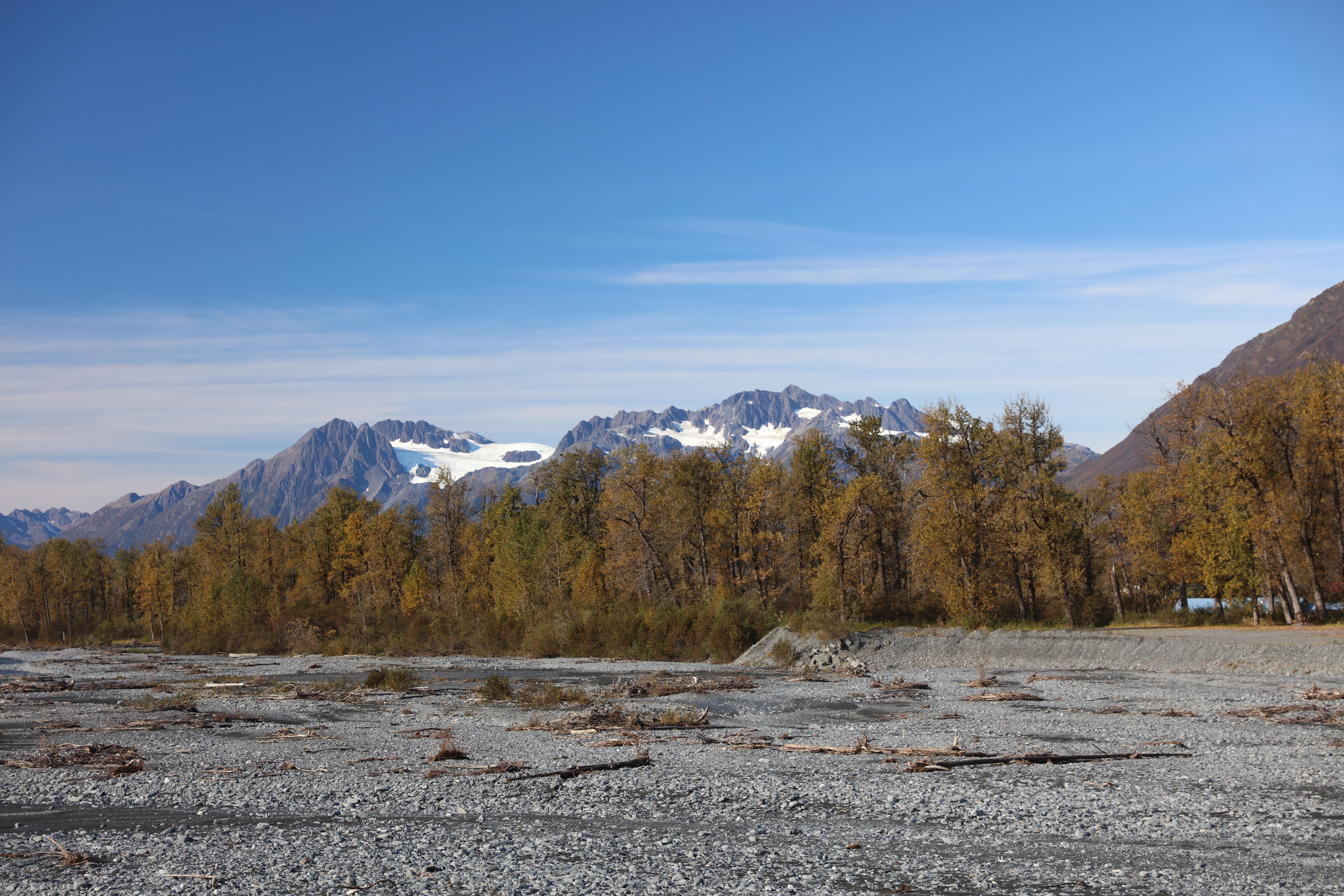
Mineral Creek alla foce

### Lago di Robe
Il Lago Robe (Robe Lake) si trova a 12 chilometri prima di arrivare a Valdez, sulla destra lungo la Richardson Hwy. Si trova ad un livello di 5 m s.l.m. ed è lungo tre chilometri e mezzo. Il Robe River è il suo tributario. In passato i lago poteva contenere fino a 40.000 salmoni rossi (Oncorhynchus nerka). Ora sono ridotti a 5.000 a causa dell'aumento della sedimentazione dei ghiacciai sovrastanti. Il nome del lago è stato dato in onore di un personaggio locale di nome Harvey Robe. Coordinate del lago: 61°05′10″N 146°08′13″W.

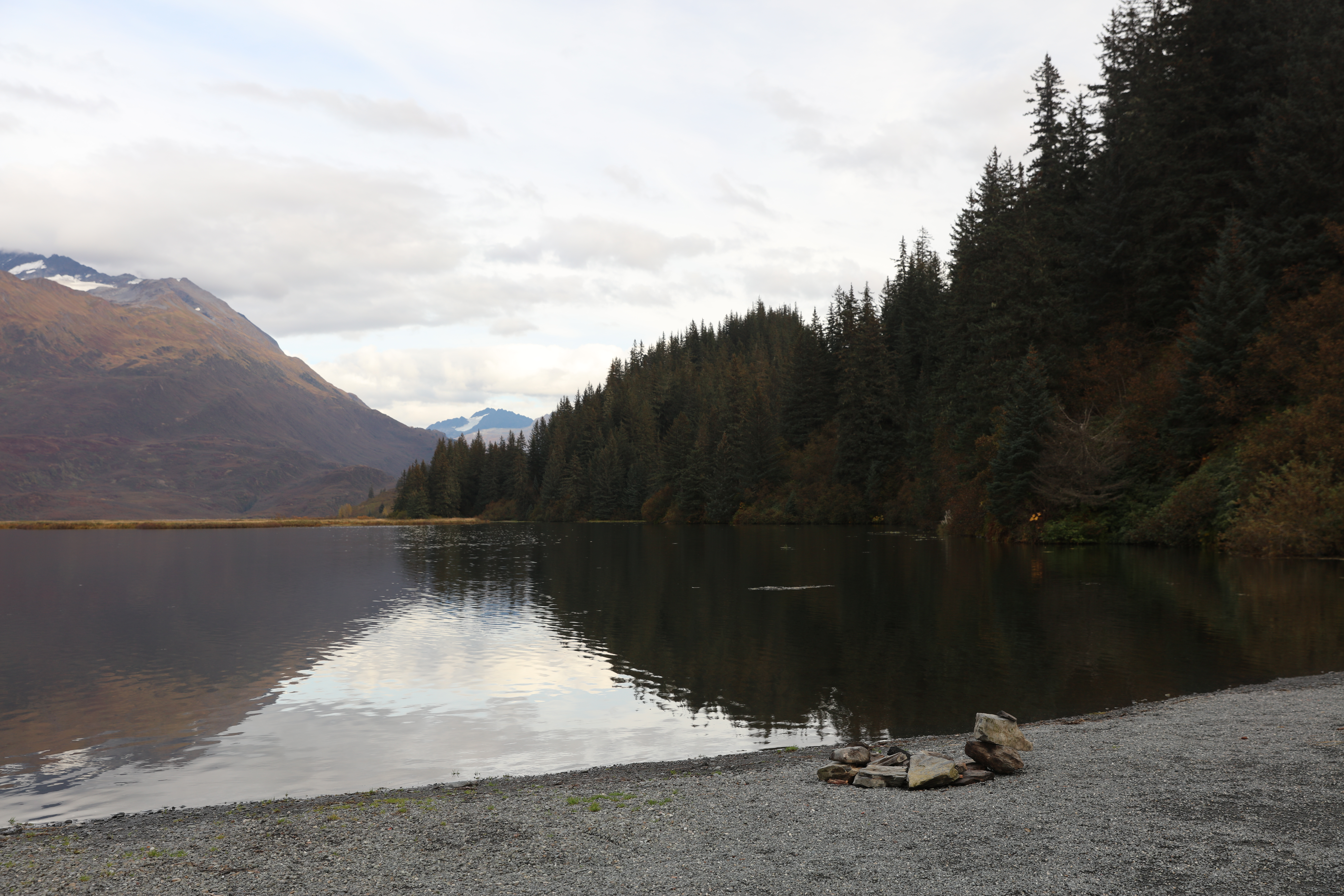
Il lago in settembre
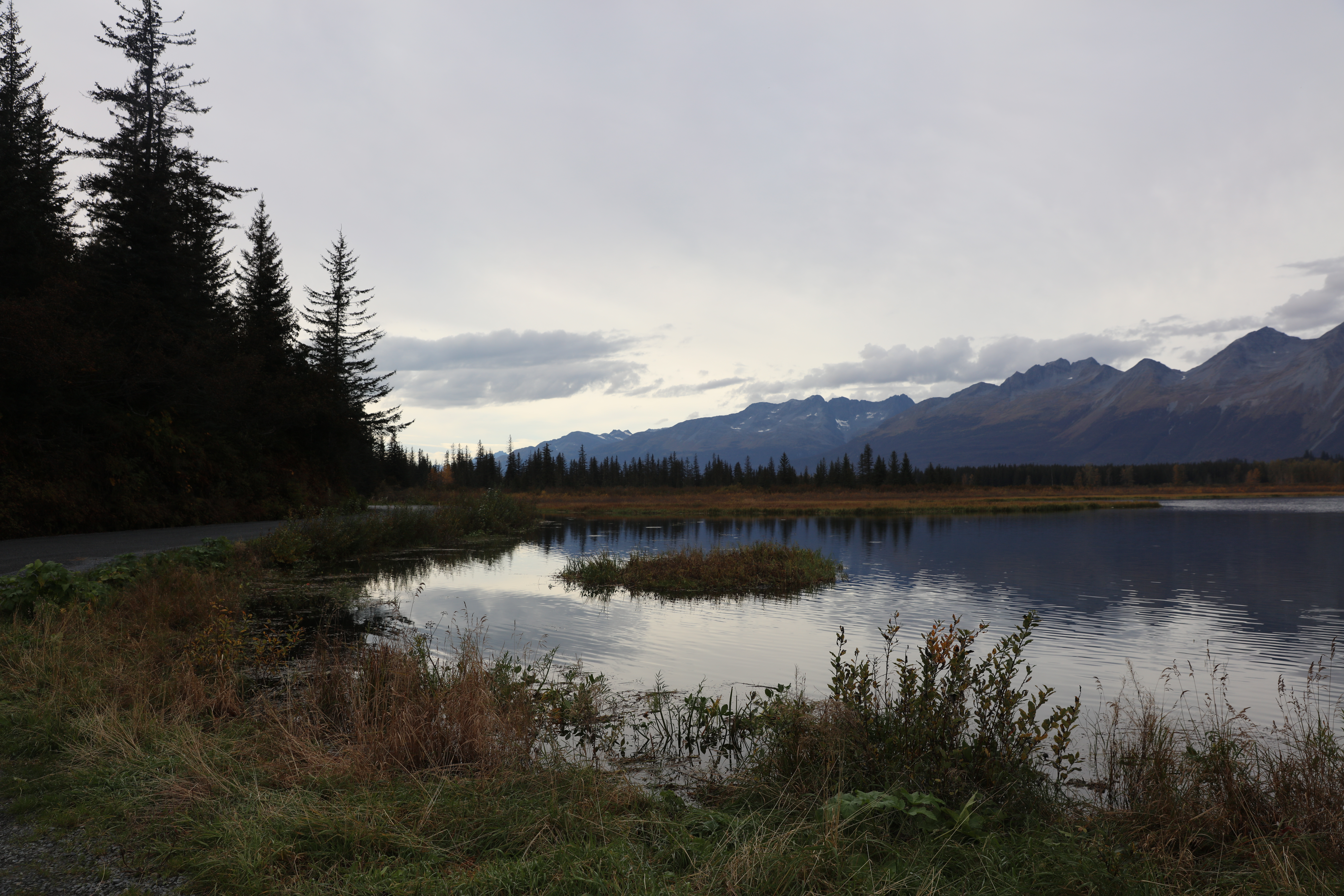
Il lago in settembre

### Ghiacciaio/Lago Valdez
Oltre l'aeroporto di Valdez a 11 chilometri dal centro si trova il lago formato dal ghiacciaio Valdez (Valdez Glacier). Il lago contiene diversi iceberg di varie misure che si staccano dalla fronte del ghiacciaio. Il ghiacciaio si è continuamente ritirato da quando 10.000 anni fa questa zona delle montagne Chugach era ricoperta da oltre mezzo chilometro di ghiaccio. Coordinate della fronte del ghiacciaio: 61°09′40″N 146°09′34″W.

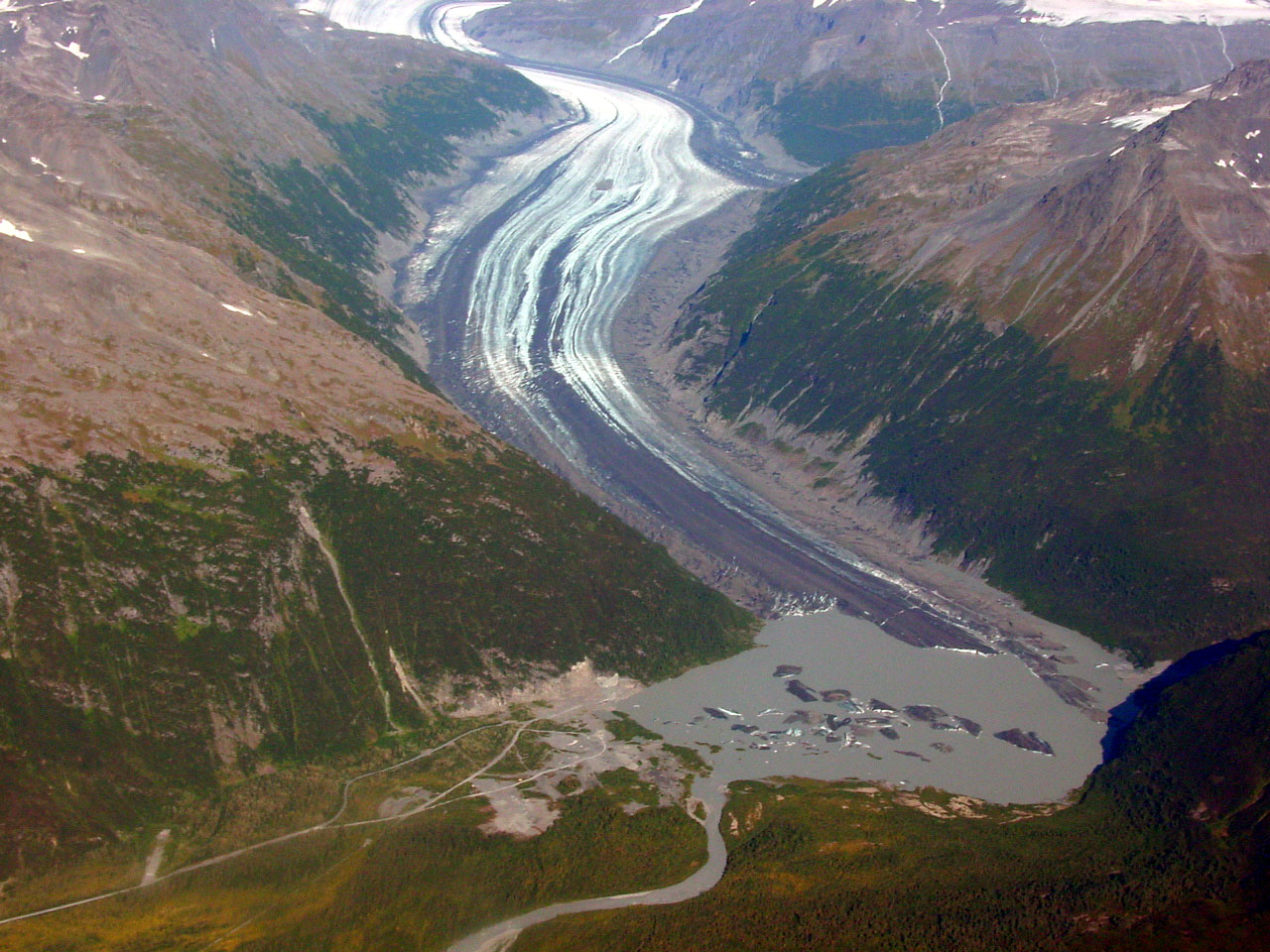
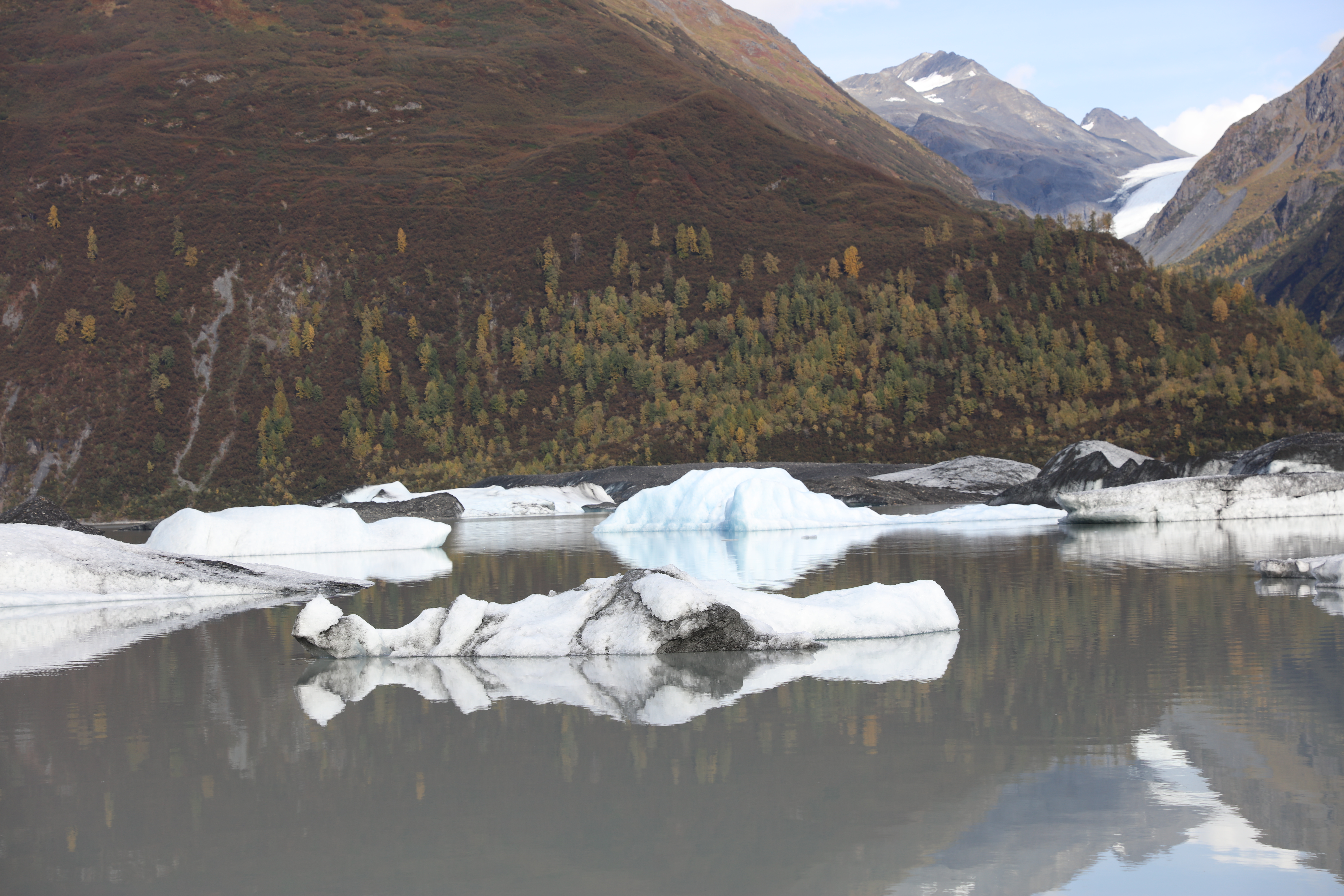
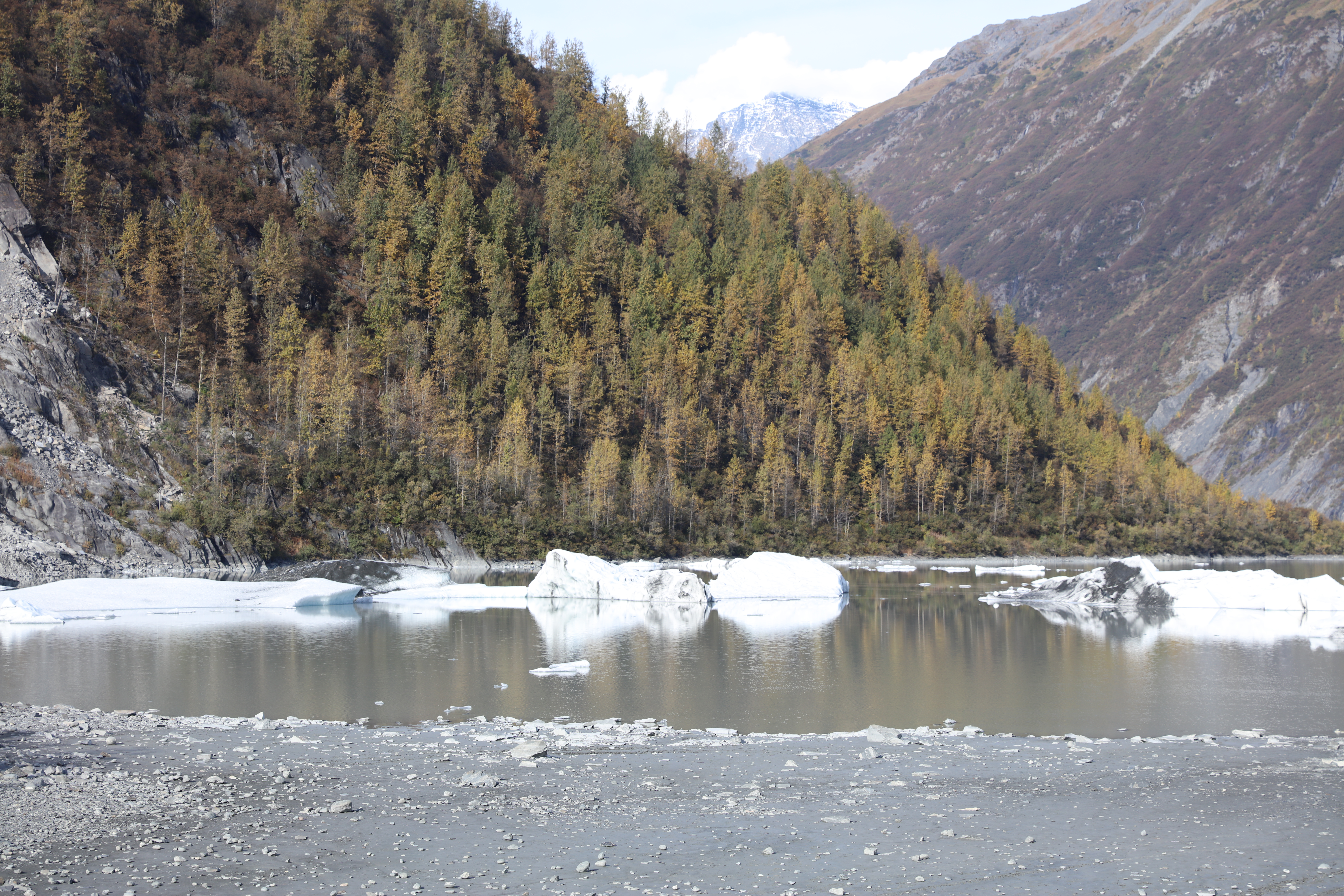
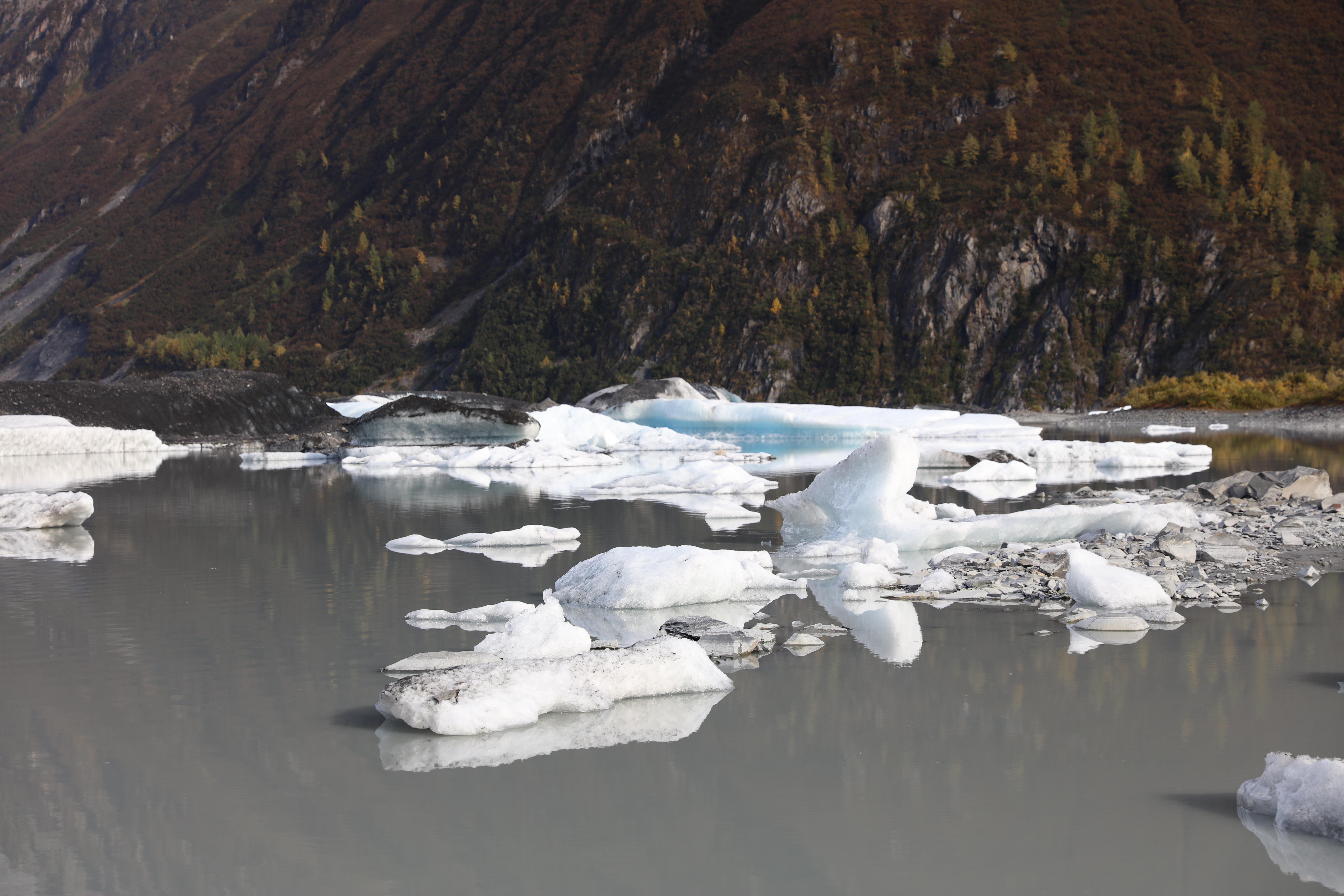

## Clima
Nonostante la presenza nei suoi dintorni di una foresta pluviale temperata (Blueberry Hill), il clima di Valdez è considerato subartico (Dfc - Classificazione dei climi di Köppen) con inverni insufficientemente miti. Valdez è considerata la città più nevosa degli Stati Uniti con una media di 756 centimetri all'anno.

## Storia
Deve il suo nome all'esploratore spagnolo Salvador Fidalgo, che nel 1790 la nominò Valdez in onore di Antonio Valdés y Fernández Bazán. La città si è formata durante il periodo della Corsa all'oro ma si è sviluppata solamente dopo il raccordo stradale con Fairbanks completato nel 1899. Fino al 1950 la strada rimaneva aperta solamente durante l'estate.
Durante il terremoto del 1964 ha subito enormi danni. Parte della città è affondata nel mare a causa della liquefazione del suolo glaciale sul quale Valdez era stata fondata. Uno tsunami locale alto 9 metri ha causato la morte di una trentina di persone. Tre anni dopo un nuovo sito è stato costruito su un terreno più stabile a 6 chilometri di distanza.

## Società

### Evoluzione demografica
Secondo una stima del 2006 Valdez aveva una popolazione di 3.996 abitanti. Nel 2010 la popolazione era di 3.976 (Censimento degli Stati Uniti d'America del 2010). I nativi americani erano il 7,6%. Nel censimento del 2000 la popolazione era di 4.036 persone.

## Infrastrutture e economia
Valdez è uno dei porti più importanti dell'Alaska sia come "terminal" di trasporto che per la pesca. Il turismo (pesca sportiva e sci d'inverno) è una parte importante dell'economia della zona. Nella periferia della città risiede un terminal petrolifero, il Valdez Oil Terminal, situato nel punto più meridionale dell'oleodotto noto come Alaska Pipeline; il territorio sul quale esso sorge venne acquisito dalla British Petroleum nel 1969 dalla popolazione nativa appartenente alla tribù dei Chugach, per la modica cifra di 1 $ (tale operazione viene da molti contestata in quanto ritenuta truffaldina).
Il terminal è stato il punto di partenza della nota petroliera Exxon Valdez, prima del suo disastroso incidente avvenuto nel 1989. Dal terminal partono mediamente in un giorno 3-4 petroliere: dal momento dell'entrata in funzione dell'oleodotto (1977) più di 15000 petroliere hanno lasciato il terminal.
Da Anchorage Valdez può essere raggiunta in 481 km tramite l'autostrada Glenn (Glenn Highway) e quindi l'autostrada Richardson (Richardson Highway); per raggiungere Fairbanks ci vogliono 589 km. Può inoltre essere raggiunta via mare tramite i traghetti della Alaska Marine Highway. Alla periferia della città si trova anche un piccolo aeroporto servito dalla compagnia aerea "Ravn Alaska".

### La città

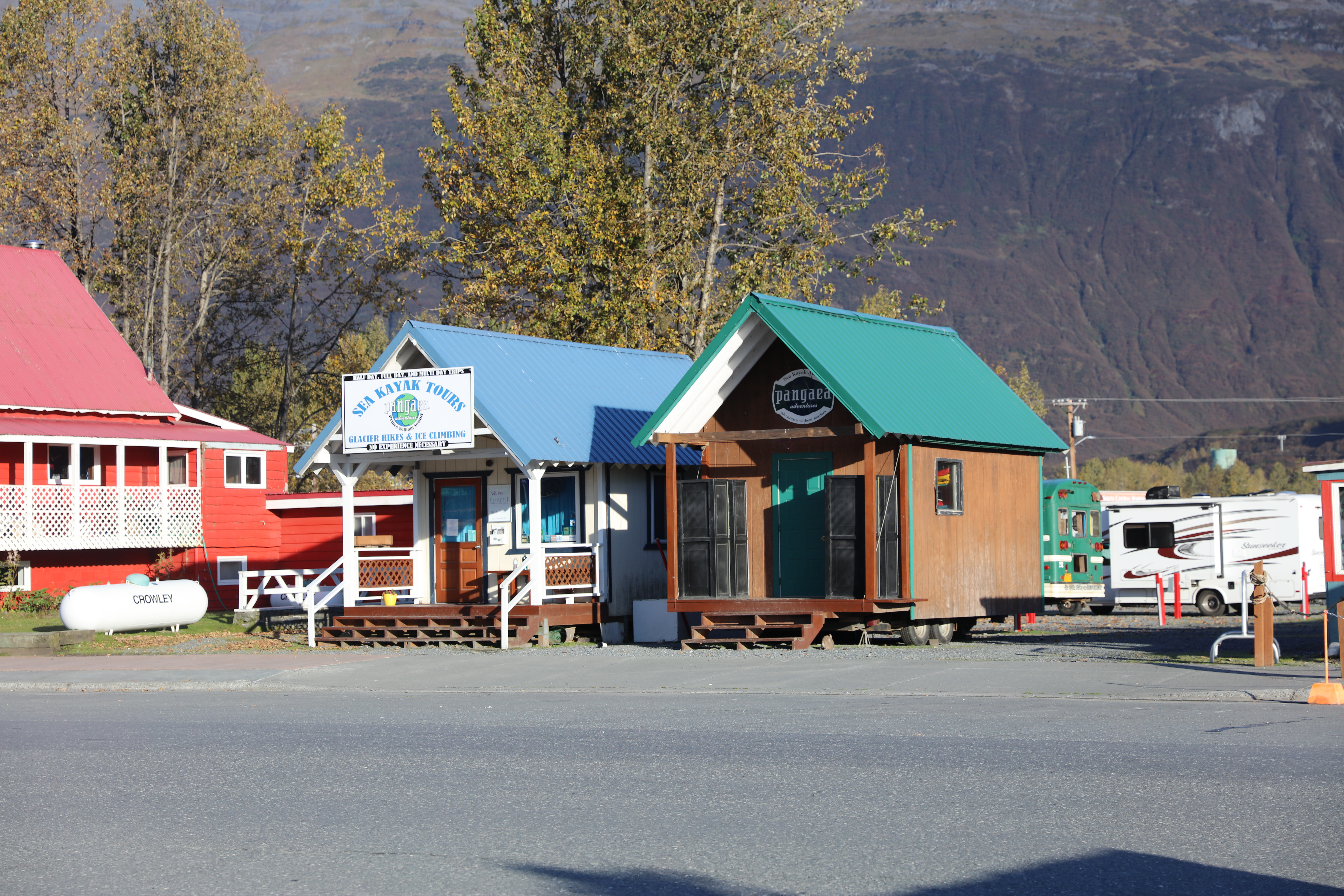
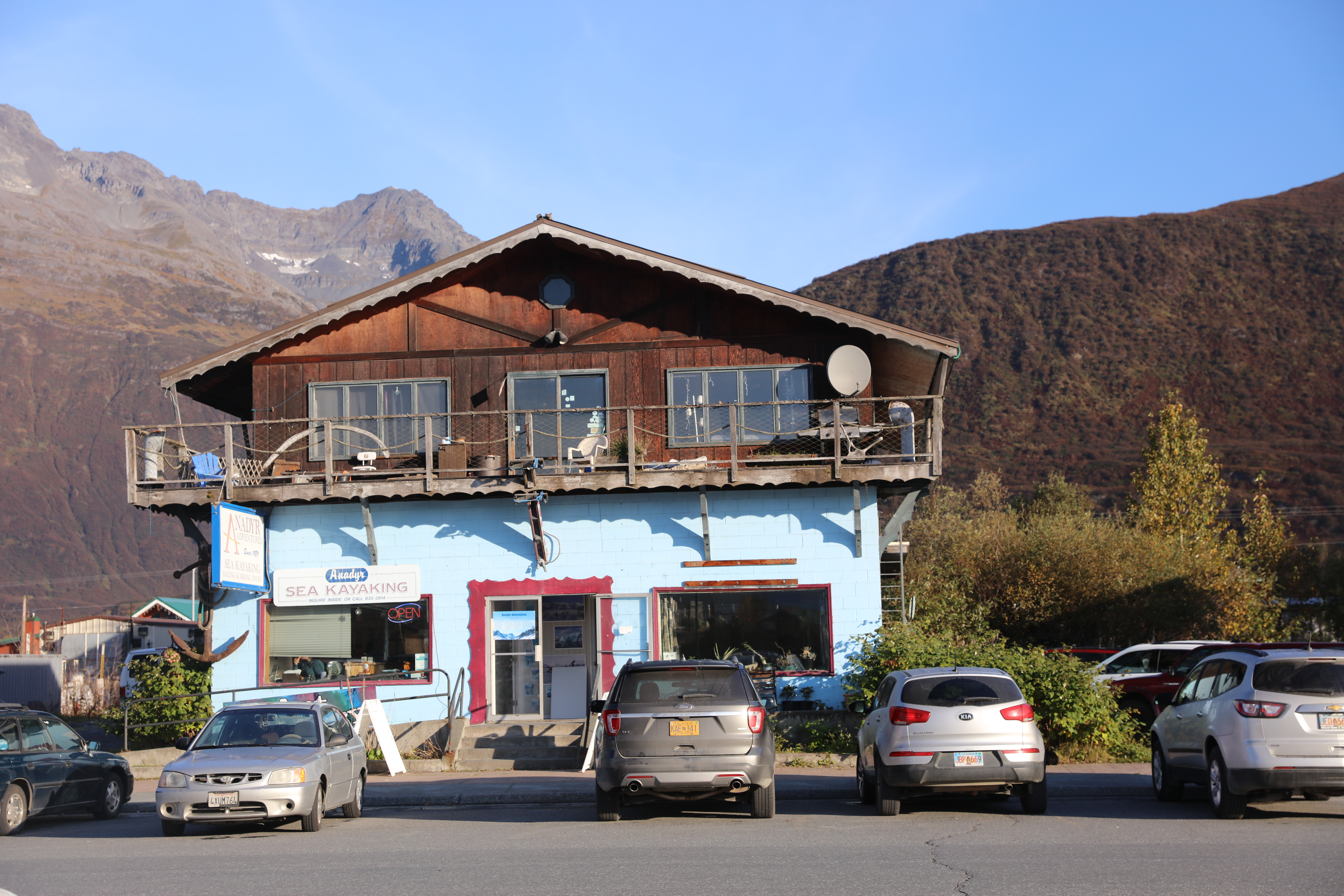
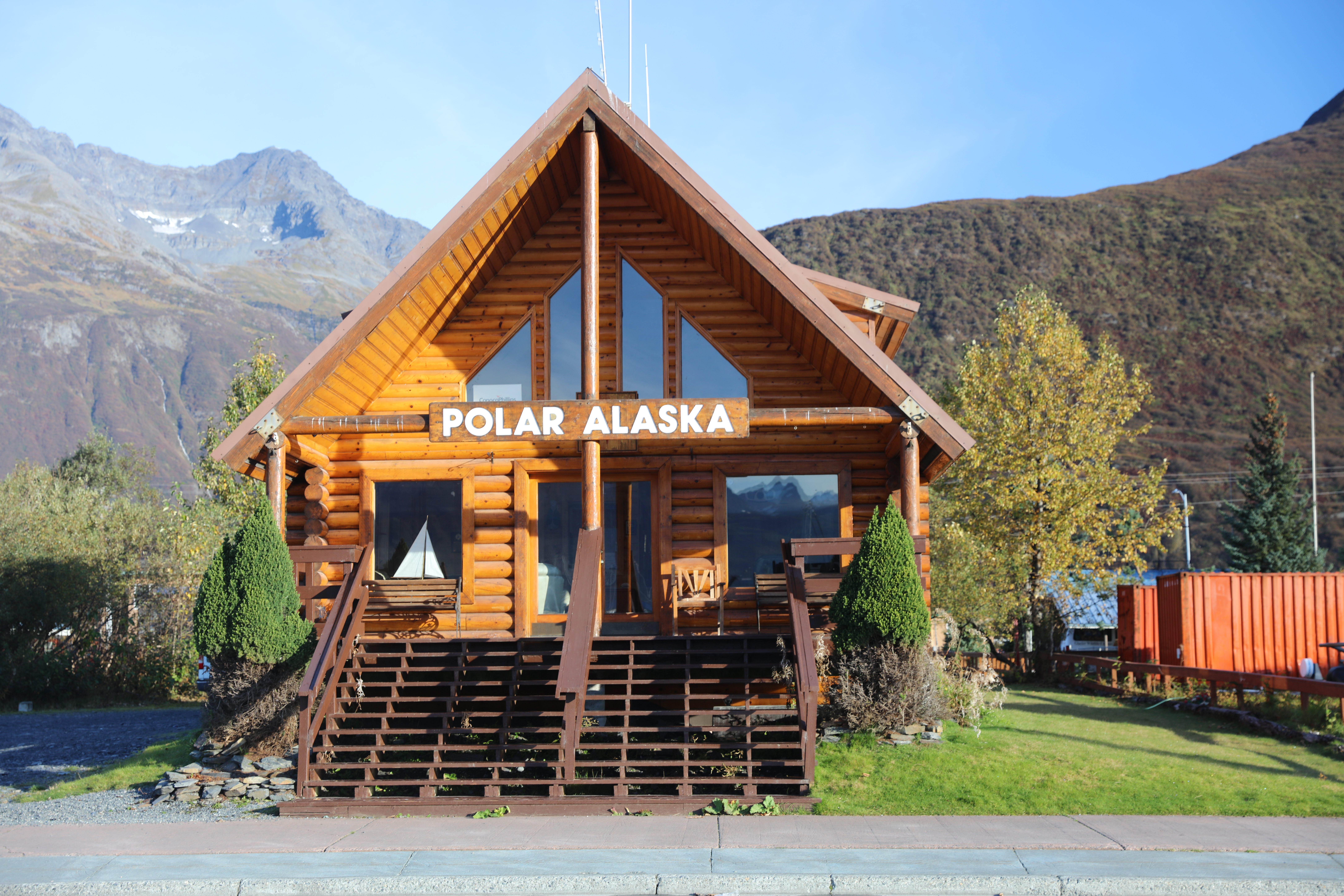
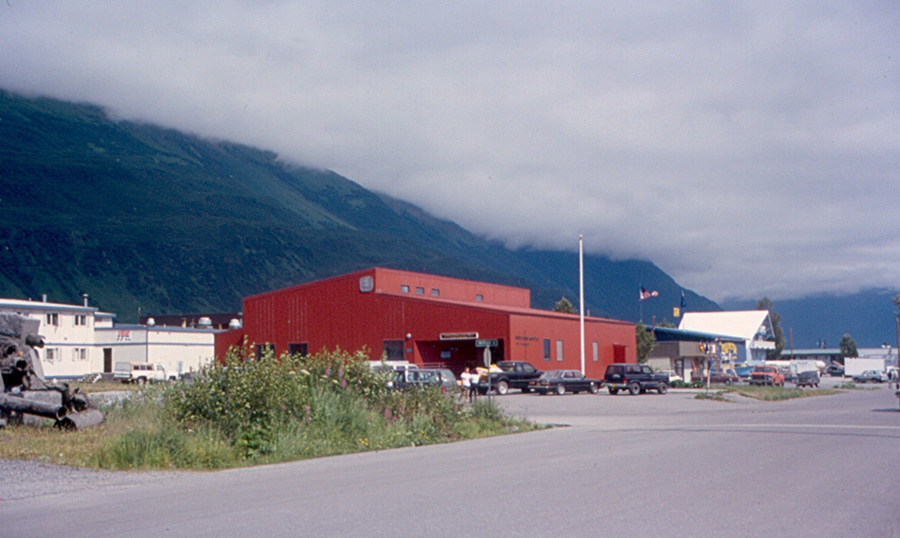

### Il porto

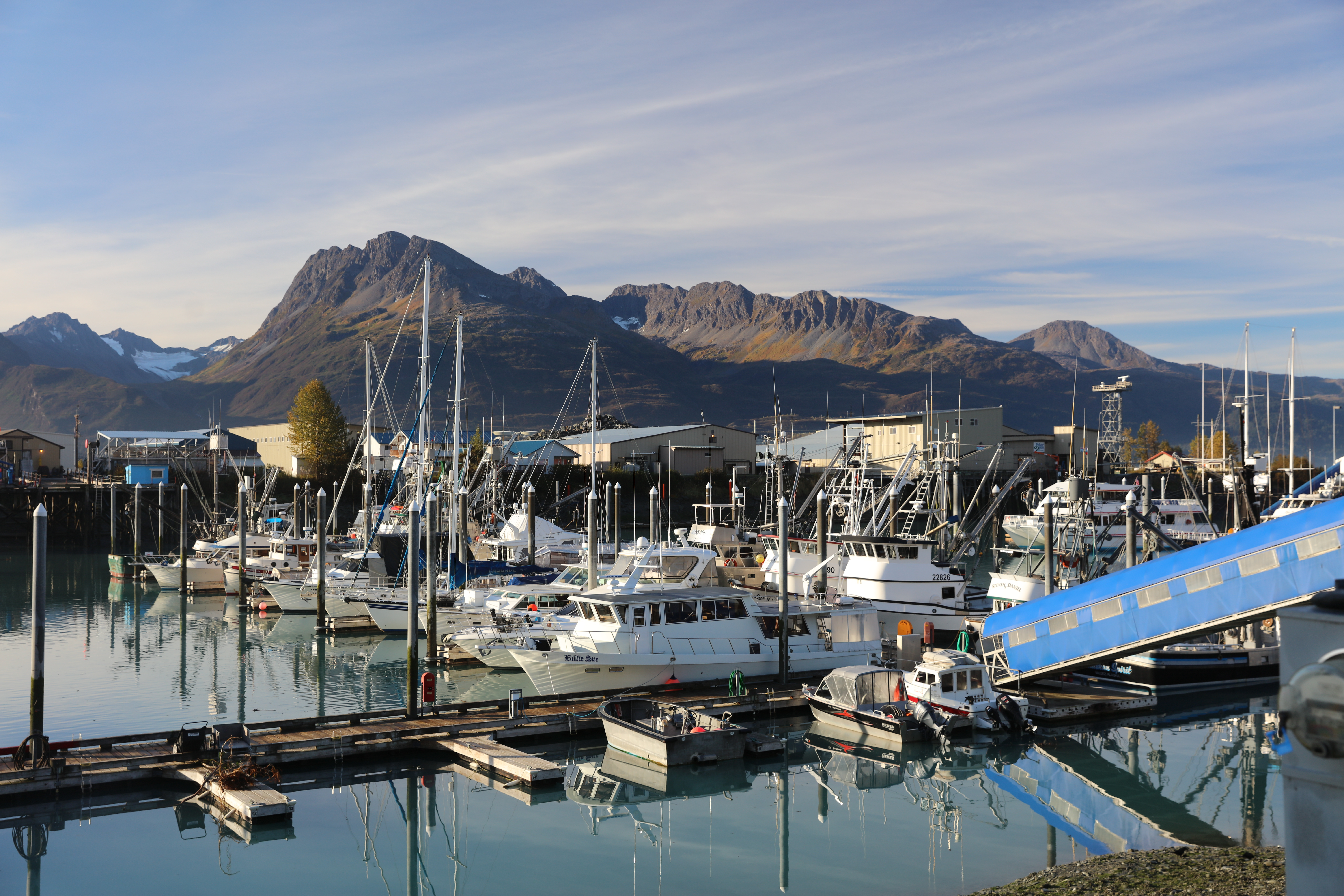
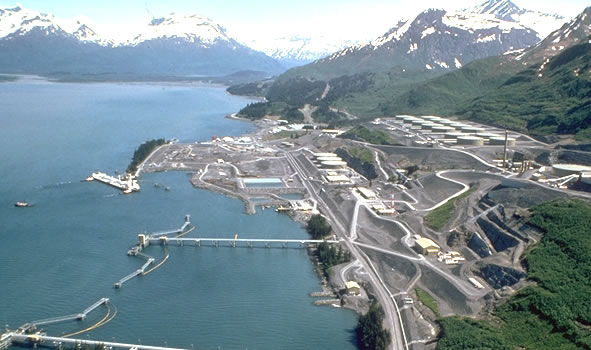
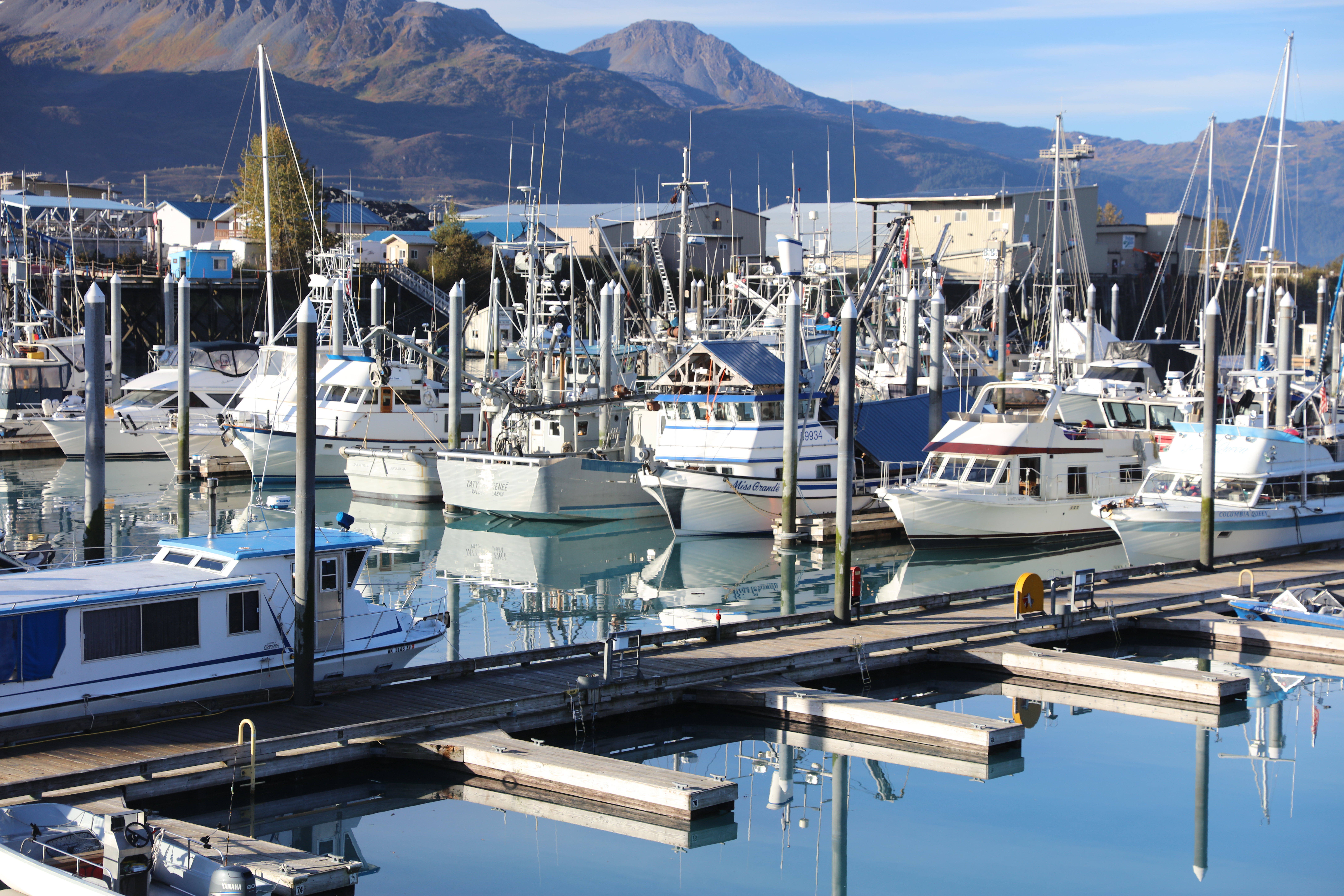
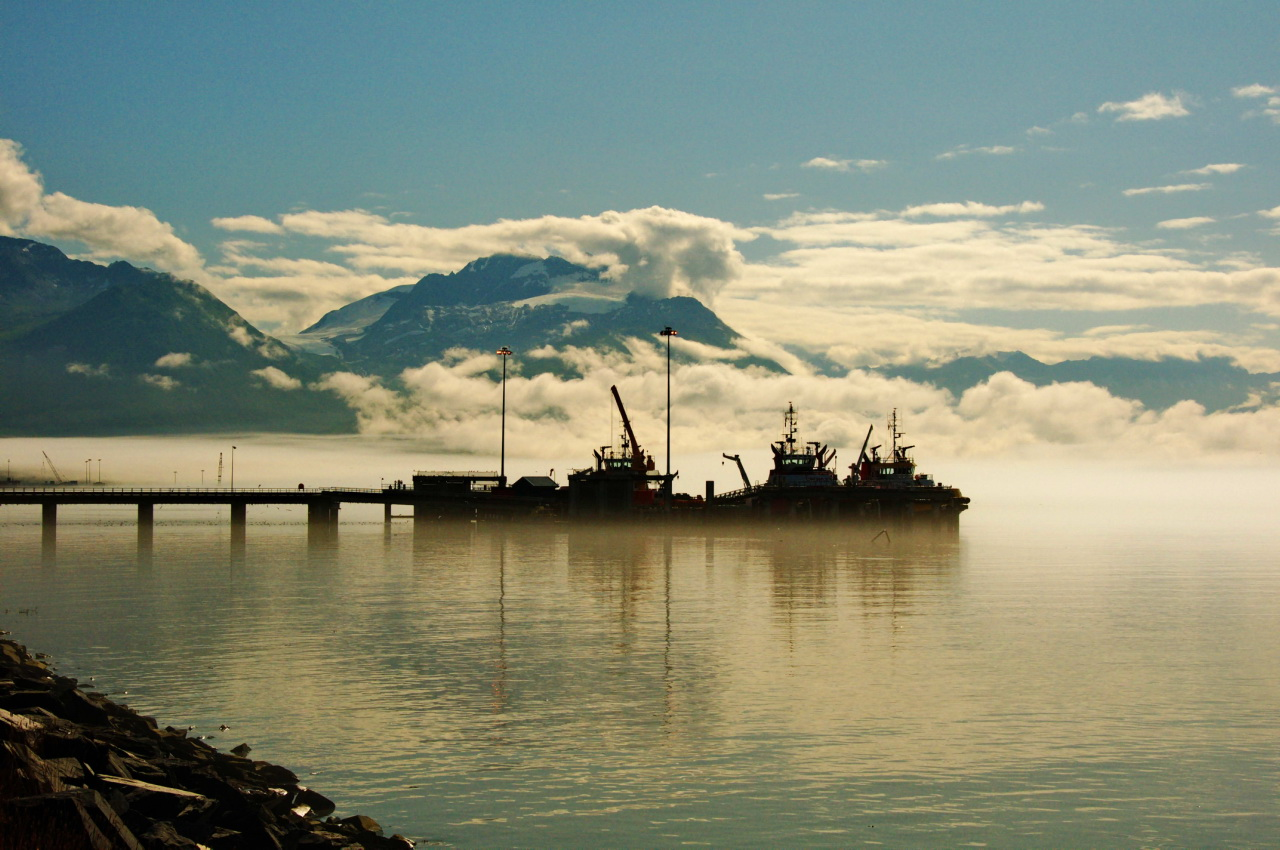

### La periferia

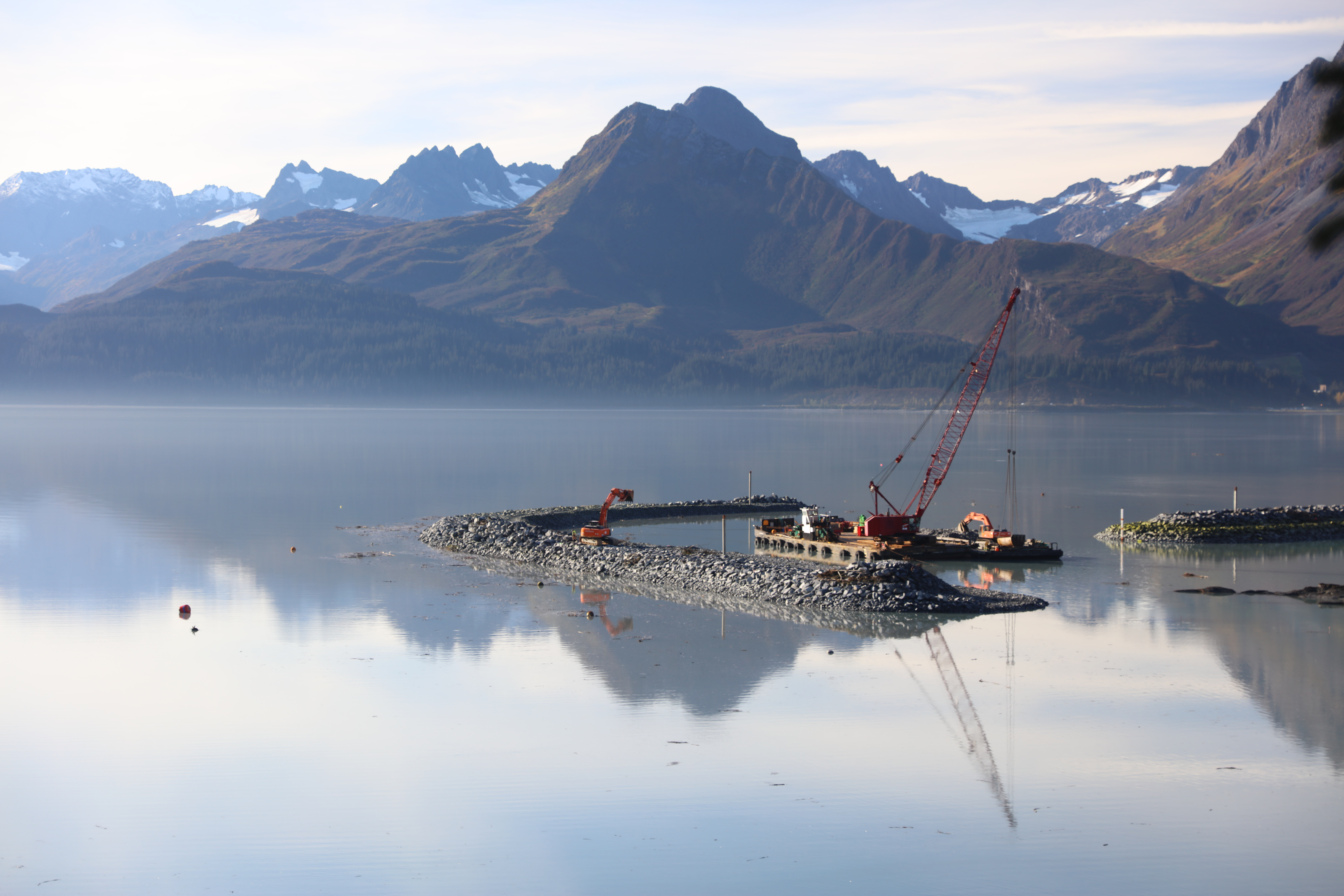
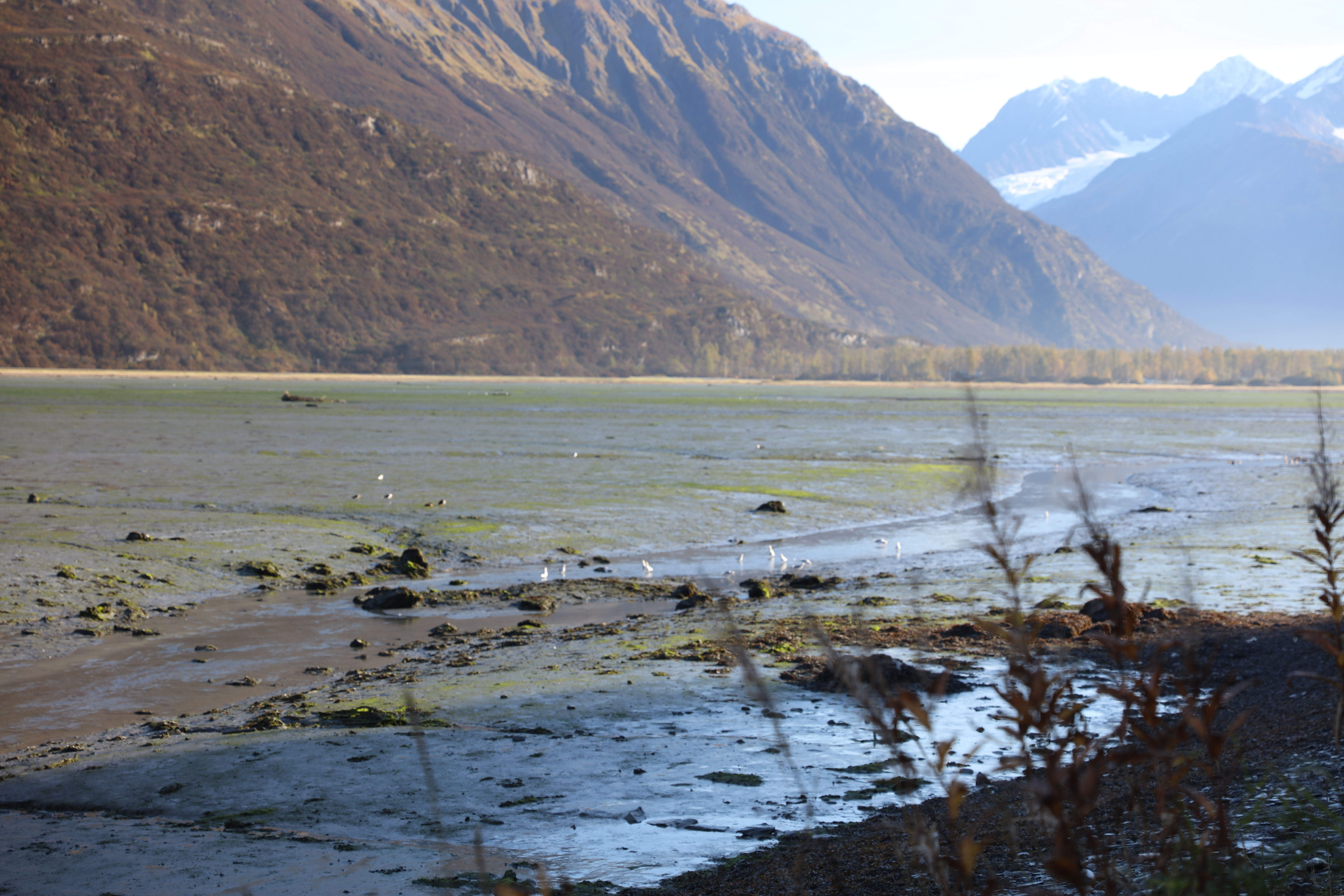
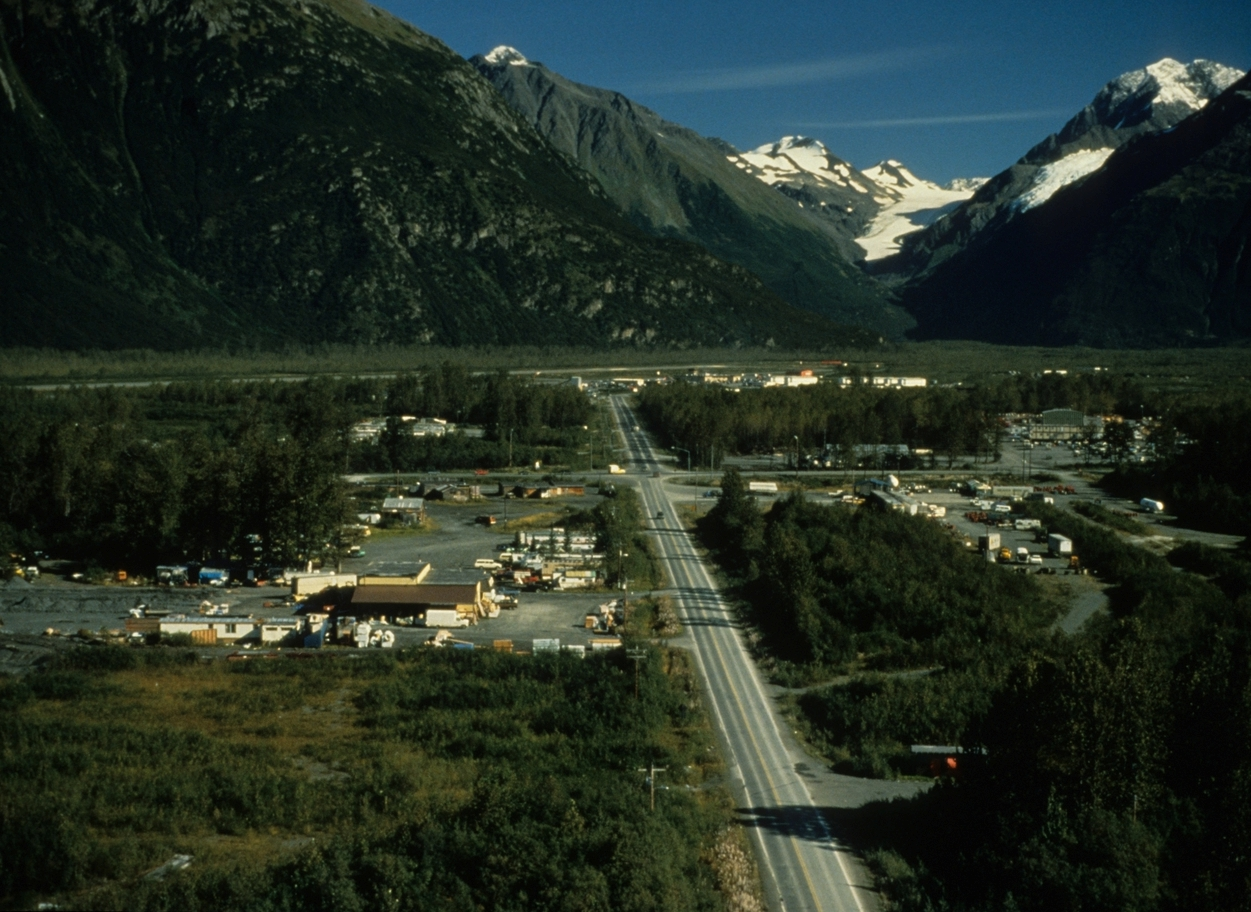
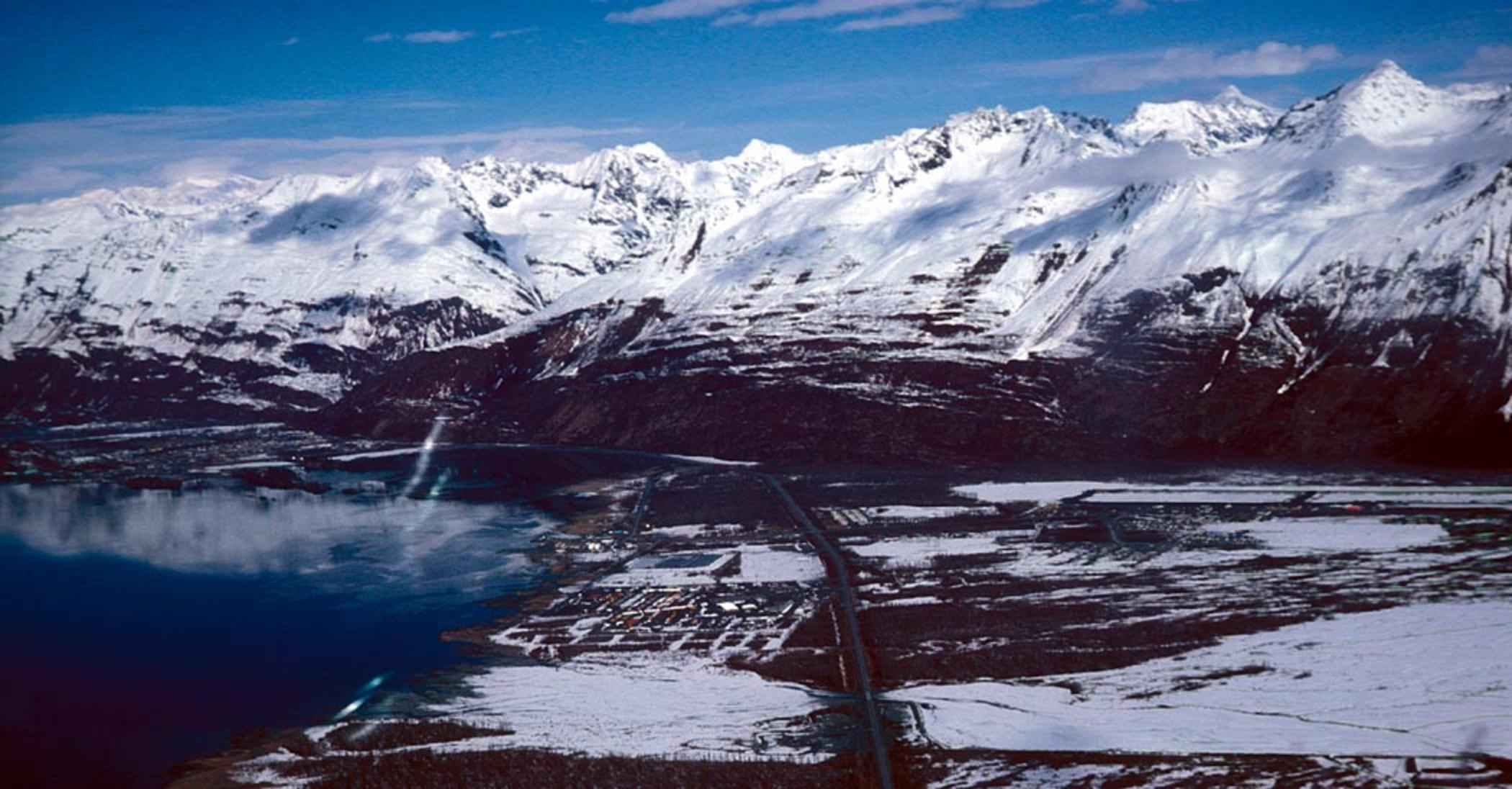